# Vesná (Tuapsé, Krasnodar)
Vesná (del ruso: Весна) es un posiólok del raión de Tuapsé del krai de Krasnodar, en el sur de Rusia. Está situado en las estribaciones del Cáucaso Occidental, en la orilla nororiental del mar Negro, 2 km al sureste de Tuapsé y 111 km al sur de Krasnodar, la capital del krai. Tenía 133 habitantes en 2010.
Pertenece al municipio Shepsinskoye.

## Historia
El asentamiento de pensiones Vesná fue registrado como localidad el 15 de noviembre de 1977. El 1 de enero de 1987 tenía 215 habitantes.

## Economía y transporte
La localidad es un centro turístico.
Cuenta desde 1951 con una plataforma ferroviaria en la línea Tuapsé-Ádler del ferrocarril del Cáucaso Norte. Por la localidad pasa la carretera federal M27 Novorosíisk-frontera abjasa.